# ثيودور شيرمان بالمر
ثيودور شيرمان بالمر (بالإنجليزية: Theodore Sherman Palmer)‏ هو عالم حيوانات أمريكي، ولد في 26 يناير 1868 في أوكلاند في الولايات المتحدة، وتوفي في 24 يوليو 1955.